# Cei frumoși și blestemați
Cei frumoși și blestemați, publicată inițial la editura Scribner's în 1922, este al doilea roman al lui F. Scott Fitzgerald. Romanul explorează și portretizează societatea  mondenă și cosmopolită din New York și elita americană din estul Statelor Unite în timpul „erei jazzului”, înainte și după „Marele Război” și la începutul anilor 1920. Ca și în celelalte romane, personajele lui Fitzgerald din acest roman sunt complexe, mai ales în ceea ce privește respectul față de căsătorie și intimitate. Lucrarea este în general considerată a fi desprinsă și bazată pe relația și căsătoria lui Fitzgerald cu soția sa, Zelda Fitzgerald.